# ستيفن مالون
ستيفن مالون (بالإنجليزية: Stephen Mallon)‏ هو لاعب كرة قدم بريطاني في مركز الوسط، ولد في 7 فبراير 1999 في بلفاست في المملكة المتحدة. لعب مع سنترال كوست مارينرز.

## وصلات خارجية
- ستيفن مالون على موقع قاعدة بيانات كرة القدم.إي يو (الإنجليزية)
- ستيفن مالون على موقع Soccerway.com (الإنجليزية)